# Qulḫa
KURQulḫa (KURQu-ul-ḫa-ḫa-li-e-i, KURQul-ḫa-i, KURQu-ulḫa-i-di), Kulcha, oder Kulicha oder auch, inkorrekt Kolcha  war ein Königreich im Norden Urartus, das nur aus zwei Inschriften des urartäischen Königs Sarduri II. (760–733 v. Chr.) bekannt ist, beide vom Burgberg von Van. Es lag in der Nähe von Ḫušauša/Ḫušaušaḫli, dessen Lokalisierung ebenfalls nicht sicher ist. Sarduri II. führte zwei Feldzüge gegen Qulḫa.

## Schreibweise
Lordkipanidze nimmt an, dass das urartäische Qulḫa als Kolcha ausgesprochen wurde, da die Keilschrift den Laut „O“ nicht kennt. Dementsprechend findet sich auch in mehreren Übersichtswerken, zum Beispiel bei Heinz Fähnrich die Bezeichnung „Kolcha“.

## Die Inschriften von Surb Poros
Inschrift 241 C befindet sich auf der Stirnseite der Stele, die sekundär in der Kirche von Surb Poros in Van verbaut war. Der Anfang der Inschrift fehlt. In der ersten lesbaren Zeile berichtet Sarduri über seinen Feldzug nach Qulḫa:
„Sarduri spricht: ich hatte mich nach KUR Qulḫa begeben. [Nach dem Willen] Ḫaldis des Großen. Ich nahm gefangen (?) Hahani, den König des Landes Ḫušalḫi, sein Volk verschleppte ich von da und brachte sie in mein Land.“
1 md[Sar5-du-ri-še a-li-e uš—ta-di]

2 KURQu-ul-ḫa-i-di dHal-di-ni-ni al-su-i ši-ni

3 [m] Ha-ha-a-ni LUGÁl KURHu-šá-a al-hi LÚÙKUmeš-ra-[ni]

4 e-di-ni ta-áš-mu-ú-bi pa-ru-bi e-erṣi du-[bi]

5 KURe-ba-ni-ú-ki-e
Die nächste Zeile beginnt wieder mit der formulaischen Einleitung „Sarduri spricht“ und berichtet, dass er im selben Jahr das Heer nach Abilianii brachte, das er nach dem Willen des Ḫaldi an einem Tag einnahm. Da es sich offensichtlich um zwei unterschiedliche Feldzüge handelt, und der Anfang der Inschrift fehlt, lässt sich kein Itinerar rekonstruieren, das einen Hinweis auf die Lage Qulḫas geben könnte, außer dass es in der Nähe von Huša lag.
Die zweite Inschrift, 241 D in der Zählung Königs und Arutjunojans, befindet sich auf der rechten Schmalseite der Stele. Wiederum fehlt der Anfang. Sarduri, Sohn des Argišti berichtet, dass er sich nach Qulḫa begeben hatte.
„22 Städte verwüstete ich. Die Stadt Ildamuša, die Königsstadt vom Meša, dem Herrscher des Landes Qulḫa war befestigt, und ich eroberte sie im Kampf. Die Siedlung verbrannte ich, die Garnison des Landes Qulḫa, welche dort war, ich habe sie getötet. Einen Gegenstand aus Eisen bereitete ich vor (oder fertigte ich an), eine Inschrift ließ ich in der Stadt Ildamuša aufstellen. Ich verbrannte die Festungen und Städte, ich zerstörte das Land, ich tötete Männer und Frauen.“
Die folgende Zeile beginnt wieder mit „Sarduri spricht“ und berichtet, wie er sich „in demselben Jahr“ zum dritten Mal in das Land Uitirruhi begab.

## Ende von Qulha
Es sind keine weiteren urartäischen Quellen über Qulha bekannt. Es ist damit wahrscheinlich, aber nicht gesichert, dass es endgültig erobert wurde. Melikʻišvili macht für das Ende Qulḫas die Kimmerer verantwortlich, archäologische Belege fehlen jedoch.

## Lokalisierung
Qulḫa wird wegen der Namensähnlichkeit oft mit Kolchis im heutigen Georgien gleichgesetzt. Kapancian will Ildamuša unter Umständen mit Adakale/Ardanuç im unteren Çoruh-Tal identifizieren, was Diakonov jedoch ablehnt. Edwards will Qulḫa dagegen mit dem Tal von Kola (georgisch K'ola, armenisch Koła) in der Gegend von Göle (Merdenik) bei Sarıkamış gleichsetzen. Er setzt Qulha, sehr ungewöhnlich, mit einer skythischen Gruppe gleich.
Der georgische Assyriologe Gregor A. Melikʻišvili las das hab-hi der Yoncalı-Inschrift von Tiglat-pileser I. als quil-hi (Kilchi) und setzte es mit Qulḫa und der Kolchis der Griechen gleich. Weiter setzte er das obere Meer von Nairi in den Inschriften von Tiglat-pileser I. mit dem Schwarzen Meer gleich, statt, wie sonst, mit dem Vansee. Damit ließe sich die Geschichte Qulhas bis ins 11. Jahrhundert zurückverfolgen, in der Lesung ist ihm aber in neuerer Zeit niemand gefolgt. Da der König von Qulḫa nicht in den Kampf eingreift, hält Otar Lordkipanidse es für möglich, dass die Königsresidenz von „Kolchis“ sehr weit von Ildamuša entfernt lag und der König der belagerten Stadt deshalb nicht zur Hilfe kommen kann und will diese Residenz deshalb im Rionital lokalisieren, ohne diese Vermutung mit weiteren Argumenten zu untermauern. Er verweist auf eine ausführlichere Diskussion in dem georgischen Werk Argonavtika da jveli Kolxet'i (Tiflis 1986, S. 70–73).

## Herrscher
- Meša

## Städte
- Ildamuša (Hauptstadt)